# 如果真的戀愛
《如果真的戀愛》為黎姿於香港推出的首張粵語專輯，收錄了10首粵語歌曲，於1993年10月21日推出，此專輯亦獲頒「金唱片銷售獎」。

## 簡介
唱片中的多首歌曲為無線電視劇集的插曲：《我這樣愛你錯了嗎?》、《你是明日意義》、《情深海更深》、《我只怨自己》。歌曲《你是明日意義》及《我只怨自己》分別為合灣知名作曲家李宗盛及陳耀川作曲。部分歌曲除了為華納唱片的音樂錄影帶外，還有無線電視的音樂錄影帶片段。同時，此唱片亦獲得由國際唱片業協會頒發的「金唱片銷售獎」（銷量要求為25,000張）。
2008年，黎姿與商人馬廷強結婚，並於2009年向傳媒發放結婚相片及聲帶，聲帶裡的歌曲為此唱片的《你是明日意義》。此外，《你是明日意義》亦有劇場版的歌曲，但獨白並非為黎姿，為1996年時任職商業二台節目主持的何利利，而《跟我一世熱戀》則同黎瑞恩的《你知我想說什麼》改編自酒井法子同一日文作品。

## 曲目
| CD       | CD                                   | CD       | CD             | CD            | CD | CD    |
| 曲序     | 曲目                                 |          | 作曲           | 编曲          | 备注 | 时长  |
| -------- | ------------------------------------ | -------- | -------------- | ------------- | --- | ----- |
| 1.       | 我這樣愛你錯了嗎？（粵）             | 陳少琪   | 蔡宗政         | C. Y. Kong    | 第二主打 無綫電視劇《賭霸天下》插曲 改編自洪亞薇的《這樣愛你錯了嗎》 同曲曲目：Face To Face《被禁的緣份》 | 3:50  |
| 2.       | 痴情（一串痴情一串淚）（張衛健合唱） | 潘偉源   | 村下孝藏       | 盧東尼        | 第四主打 改編自村下孝蔵的《ソネット》                                                                     | 3:26  |
| 3.       | 你是明日意義                         | 陳少琪   | 李宗盛         | 鮑比達        | 第三主打 改編自娃娃的《飄洋過海來看你》                                                                   | 3:35  |
| 4.       | 情迷夜雨                             | 張美賢   | C. Y. Kong     | C. Y. Kong    | | 3:48  |
| 5.       | 情深海更深                           | 劉卓輝   | 黃大軍         | 鍾定一        | 無綫電視劇《武尊少林》插曲 改編自周子寒的《吻和淚》                                                       | 5:04  |
| 6.       | 如果真的戀愛不流行                   | 周禮茂   | 岩崎元是       | 蘇德華        | 改編自笠原弘子的《潮風にTシャツ》                                                                         | 4:16  |
| 7.       | 你為了愛情                           | 鍾志榮   | 鍾志榮         | 李啟昌 溫浩傑 | 原唱者為劉雅麗                                                                                            | 3:30  |
| 8.       | 我只怨自己                           | 潘偉源   | 陳耀川         | 鮑比達        | 第一主打 無綫電視劇《天倫》插曲 改編自李碧華的《分手》                                                    | 3:57  |
| 9.       | 跟我一世熱戀                         | 小美     | 鈴木キサブロー | 鄧文傑 鄧秉正 | 改編自酒井法子的《微笑みを見つけた》 同曲曲目：黎瑞恩《你知我想說什麼》                                   | 4:30  |
| 10.      | 分手算罷                             | 溫兆倫   | 溫兆倫         | 鄧秉正        | | 4:21  |
| 总时长： | 总时长：                             | 总时长： | 总时长：       | 总时长：      | 总时长：                                                                                                  | 40:23 |

## 唱片版本
- 盒帶版
- 香港CD版

## 音樂錄影帶
- 我只怨自己
- 我這樣愛你錯了嗎
- 你是明日意義
- 痴情（一串痴情一串淚）

## 獎項
1993年：
- 國際唱片業協會–「金唱片銷售獎」：《如果真的戀愛》
- 香港電台第十六屆十大中文金曲頒獎音樂會－「最有前途新人獎」(女歌手)銀獎
- 無線電視1993年度十大勁歌金曲頒獎典禮－「最受歡迎新人獎」(女歌星)銅獎